# Platypthima ornata
Platypthima ornata är en fjärilsart som beskrevs av Rothschild och Jordan 1905. Platypthima ornata ingår i släktet Platypthima och familjen praktfjärilar. Inga underarter finns listade i Catalogue of Life.